# Академик Иоффе (судно)

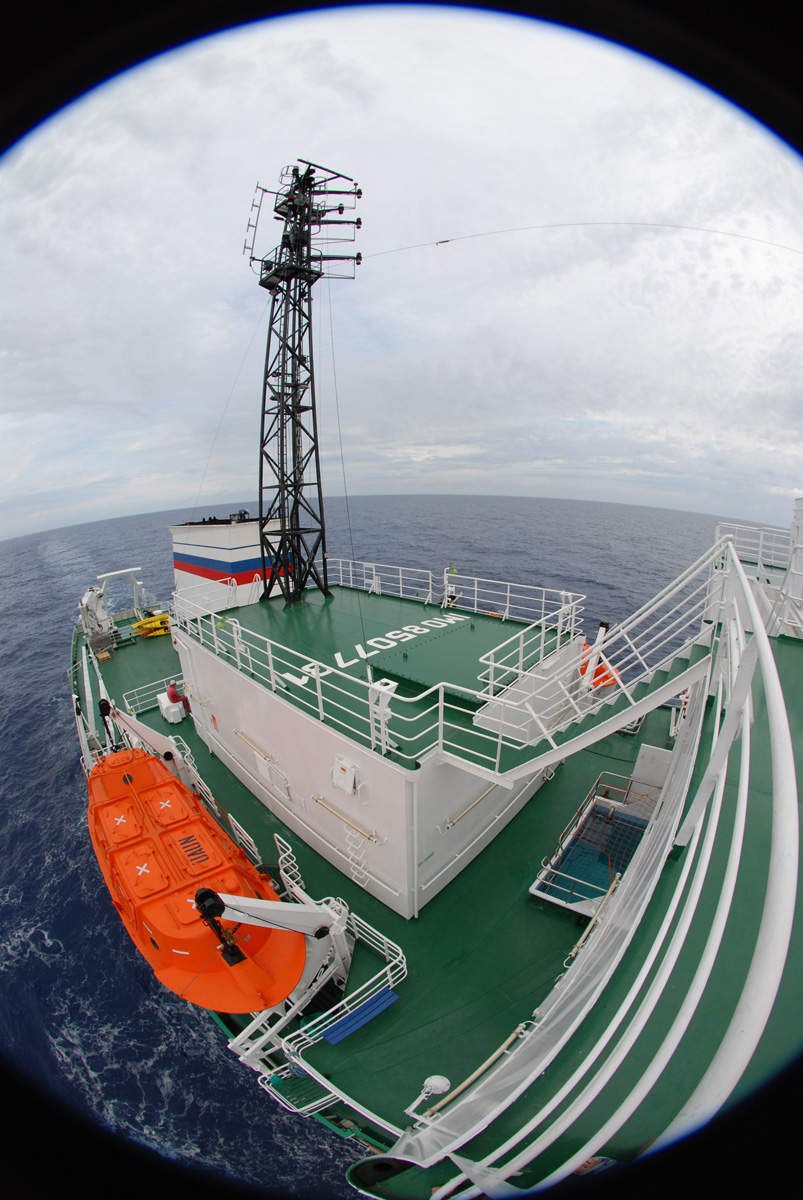
Вид с верхней палубы на шлюпочную и кормовую палубы

«Акаде́мик Ио́ффе» — научно-исследовательское судно. Названо в честь советского учёного физика Абрама Фёдоровича Иоффе
Судно построено в 1988 году в Финляндии, имеет водоизмещение 6600 тонн, длину 117 метров.
«Академик Иоффе» и «Академик Сергей Вавилов» были построены по совместному проекту. У обоих судов в центральной части есть вертикальная шахта диаметром около двух метров, выходящая на главную палубу в специальное помещение. Опустив с помощью лебёдки через шахту приёмник или излучатель, одно судно может излучать, а другое принимать акустические сигналы. Суда использовались для экспериментов по дальнему распространению звука в океане.
Судно принадлежит Институту океанологии им. П. П. Ширшова РАН.
- 1 рейс — август — декабрь 1989 г, совместно с НИС «Академик Вавилов». 6 групп исследователей из АН СССР. В том числе — попытки регистрации нейтрино, исследования прохождения сверхнизкочастотных колебаний…
- 8 рейс — июнь — сентябрь 2000.
- 10 рейс — октябрь — ноябрь 2001. Геологические исследования в экваториальной части Атлантического океана.
- 19 рейс — осень 2005. Гидрологические разрезы в проливе Дрейка, проливе Брансфилд и проливе Лопер.
- 20 рейс — весна 2006 года.
- 21 рейс — лето 2006 года. Гидрологический разрез по 59°30' от шельфа Великобритании до южной оконечности Гренландии — м. Фарвелл.
- 22 рейс — осень 2006 года.
- 23 рейс — лето 2007 года. Гидрологический разрез по 59°30' от шельфа Великобритании до южной оконечности Гренландии — м. Фарвелл с окончанием в порту Икалуит.
- 24 рейс — осень 2007 года. Гидрологический разрез через пролив Дрейка.
- 25 рейс — лето 2008 года. Гидрологический разрез по 59°30' от шельфа Великобритании до южной оконечности Гренландии — м. Фарвелл с окончанием в порту г. Сент-Джонс (Ньюфаундленд)
- 29 рейс — октябрь — ноябрь 2009 года.

Планируются работы по модернизации судна с продлением срока службы на 10-15 лет.
10 августа 2021 года судно вышло из порта Архангельск в экспедицию в Карское море.
В период с 22 ноября 2023 года по 2 января 2024 года «Академик Иоффе» выполнял программу 65-й комплексной экспедиции на полигонах в Атлантике.

## Инцидент
1 ноября 2021 года во время захода в датский порт Скаген судно «Академик Иоффе» было задержано местными властями в качестве обеспечительной меры по иску канадской компании «One Ocean Expeditions». После месячного разбирательства арест с судна был снят.